# Черна легенда за Испанската инквизиция
Черната легенда за испанската инквизиция (на испански: Leyenda negra de la Inquisición española) е термин използван за обозначение на тезата на онези изследователи и автори, които смятат, че историята и дейността на Испанската инквизиция са силно преувеличени и описанието ѝ като въплъщение на античовешки терор и варварство съществува във фантазиите на зложелателите ѝ. По този начин се е формирала и испанската черна легенда като непрекъснато повторение на неистини и полуистини.
В основата на тези испански черни легенди и митове между XVI и ХХ век е трибунала с който завършва инквизиционната процедура в аналогия с деня на Страшния съд. Художествената литература след изобретяването на печатната преса от Гутенберг също дава своя значим дан за разпространението на черната легенда за испанската инквизиция.
Най-значителен е отпорът срещу Испанската инквизиция в Италия, Холандия, Англия, Северна Франция и Западна Германия. Италианците които традиционно излъчват папи намират испанците за изостанали, и като такива си служат с инквизиционната процедура за да събират средства от евреите. Нидерландия традиционно като испанско владение през 16 век в стремежа си за самостоятелност не подбирала средствата за очерняне на испанската корона и служителите ѝ. По същата причина и Англия от времето на Непобедимата армада е настроена негативно към Испания, чиято религиозна еманация съзира в испанската инквизиция. Налагането на католицизма, чийто най-виден представител в ново време е Испанската империя, се отразява и във Франция и Германия където се стига съответно до Вертоломеевата нощ и Селска война, последвана от Тридесетгодишна война.
В основата на черната легенда според тезата са страни или лица засегнати в една или друга степен от мероприятията на инквизицията.